# 松島エミ
松島 エミ（まつしま えみ、3月17日 - ）は、日本の女性ファッションモデル。所属事務所はイプシロン。

## 来歴・人物
- アメリカ合衆国カリフォルニア州で、日本人の父親とドイツ人の母親との間に生まれる。ドイツ、アメリカ、スペイン、日本での生活を経験し4ヵ国語を話せる。「SPRiNG」「sweet」「ELLE girl」などの雑誌を始めショー、広告等で活動。趣味はヨガ、写真、音楽鑑賞、ロッククライミング、旅行。

## 出演

### 雑誌
- SPRiNG
- sweet
- NYLON
- MORE
- ViVi
- VoCE
- 美的
- MAQUIA
- ELLE girl
- SPUR
- an・an
- Liniere
- InRed

他

### CM・広告
- ワコール「BRAGENIC」 キャンペーン（2016 年2 月～）
- ワコール　ウイング2010イメージキャラクター
- PEPSI NEX（2011年）

### ショー
- tsumori chisato
- hiromichi nakano
- fur fur
- TOKYO GIRLS COLLECTION
- KBF
- JILL STUART

他